# Terminalfilum

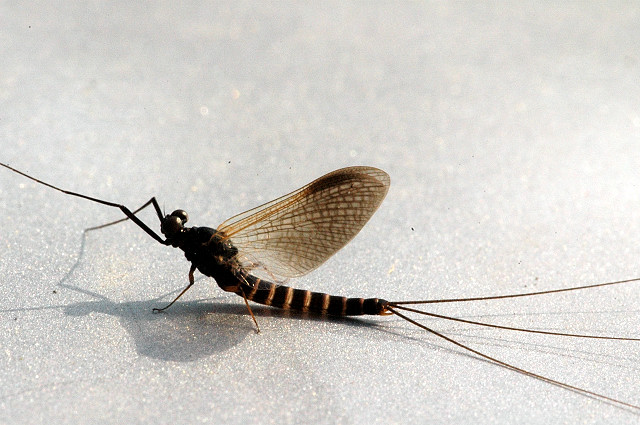
Eintagsfliegen haben oft sehr lange Cerci, der dritte Faden in der Mitte ist das Terminalfilum

Als Terminalfilum oder Terminalfaden wird ein unpaarer Anhang am Ende des Hinterleibs verschiedener Insekten bezeichnet. Er stellt keinen Rest eines Extremitätenpaares dar, sondern ist eine Bildung des letzten Hinterleibs-Segmentes, des Telsons.
Im Normalfall ist das Terminalfilum lang und fadenförmig wie bei den Eintagsfliegen, die meisten Insekten besitzen allerdings keines. Neben dem Terminalfilum treten häufig am letzten Segment vor dem Pygidium zwei paarig angelegte weitere Anhänge auf, die als Cerci bezeichnet werden.